# Río Jobza (Adagum)
El río Jobza (del ruso: Хобза) es un corto río del raión de Krymsk del krai de Krasnodar de Rusia, afluente del río Adagum, que lo es del Kubán. 

## Curso
Tiene una longitud de 12 km y una cuenca hidrográfica de 34.3 km². Nace al oeste de Akermenka, en la zona occidental del raión. Discurre en dirección norte atravesando Novomijáilovski y Neftepromyslovi hasta desembocar canalizado en el canal Varnavinskoye del río Adagum en Adagum.